# 瞳 (人造衛星)
瞳（日语： Hitomi）也称作ASTRO-H或New X-ray Telescope（NeXT），是日本宇宙航空研究開發機構的一颗承担X射线天文学观测的卫星，用于研究宇宙极端能量过程，是对日本上一代的宇宙与天体物理先进卫星（ASCA）所做的硬X射线（大于10keV）天文研究的深化。
这颗卫星最初叫做New X-ray Telescope，发射时被称作ASTRO-H。入轨并展开太阳电池帆板后称作“瞳”，由人类的瞳孔得名。
卫星在2016年2月17日发射升空。2016年3月26日08:20(UTC)证实由于姿态控制问题导致卫星高速旋转，薄弱结构解体为至少十块而报废。JAXA表示事故根源为「瞳」的软件程式设计有误，导致瞳启动了相反方向的姿控发动机，不断加速自转，在过强离心力作用下，这颗价值2.86亿美元的卫星解体。
其继任者是2023年9月7日发射的X射线成像和光谱任务。